# 斐培谊
斐培谊（德語：Per Fischer，1915年8月26日—1999年12月2日），德國外交官。曾任西德駐華大使。

## 生平
斐培谊的父親亦是一名外交官。斐培谊曾在洛桑大学、海德堡大学和维也纳大学学习法语、法律和新闻学，並獲得博士學位。第二次世界大战后，他在不来梅广播公司与几家报社担任记者。
1951年，他入职欧洲委员会总秘书处，于1957年至1960年间在西欧联盟工作。1960年至1962 年，他担任时任欧洲议会议长汉斯·富勒的内阁主任。
1962年，他进入西德外交部工作，于见习期间在西德外交部政治部工作。
1965年，他被任命为西德驻乍得大使。
1969年至1974年维利·勃兰特任总理期间，他在西德总理府担任幕僚，集中负责发展政策与中东政策等问题。
1974年7月，他被任命为西德驻以色列大使。
1978年至1979年，他担任西德常驻联合国代表。随后被任命为驻中华人民共和国大使，并一直派任至1987年。
斐培谊于1999年在波恩去世，享年76岁。